# Улица Якоба Николадзе
Улица Якоба Николадзе (груз. იაკობ ნიკოლაძის ქუჩა) — улица в исторической части Тбилиси. Проходит по территории района Вера от проспекта Петра Меликишвили до улицы Мераба Коставы.
Популярный туристический маршрут.

## История

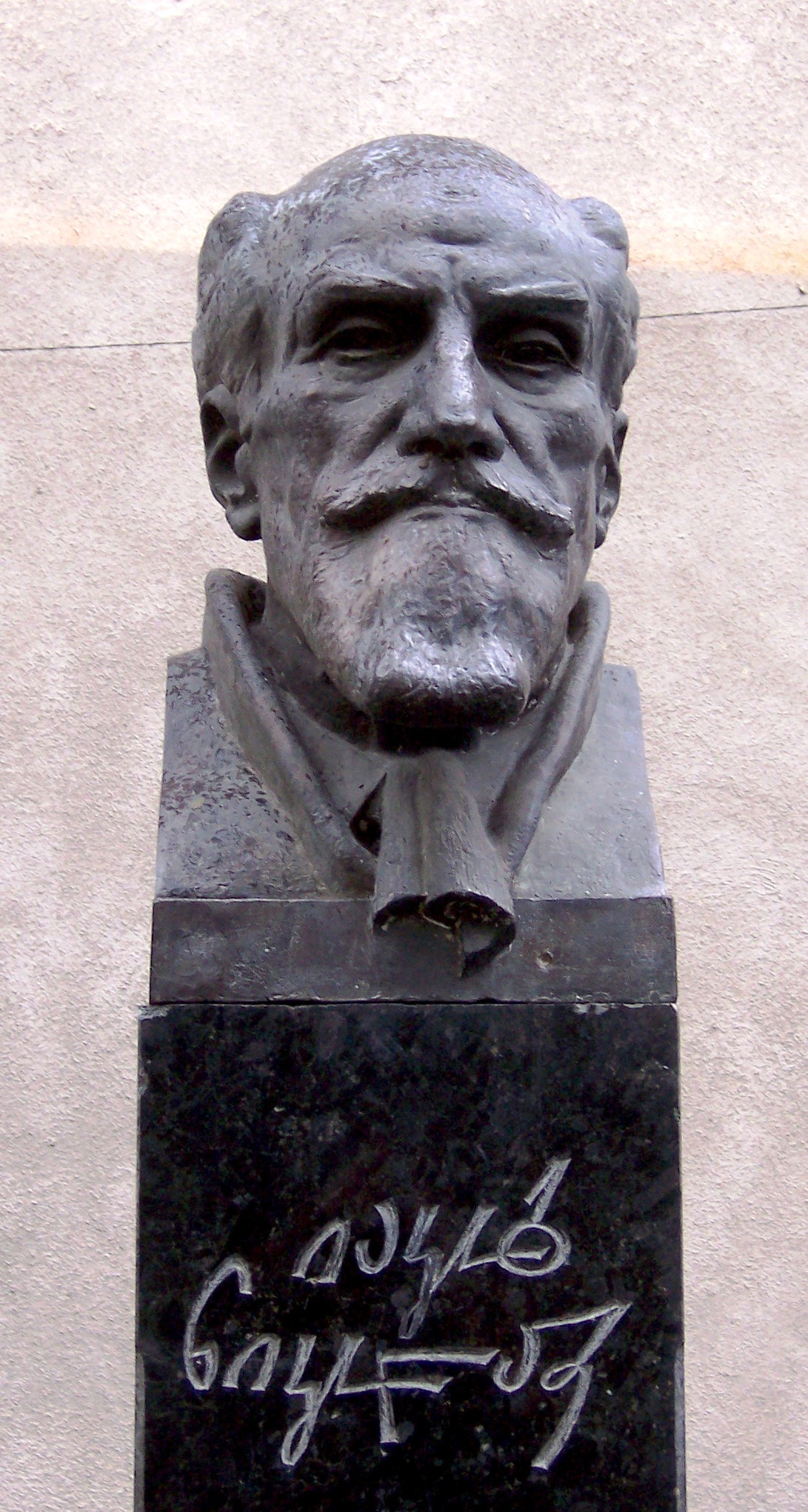
Бюст Якоба Николадзе на улице его имени

Проложена в 90-е годы XIX века согласно плану развития города по территории деревни Вера, в то время ближайшей городской окраине. Застраивалась с конца XIX века.
В 1899 году, в связи со 100-летним юбилеем Александра Пушкина, жители улицы обратились к городской администрации с просьбой назвать улицу именем Пушкина, однако просьба была отклонена и она была переименована в Душетскую улицу. Улица была включена в список, составленный Тифлисской городской думой в 1903 году.
В 1988 году, после смерти художника Учи Джапаридзе (1906—1988), в его квартире-мастерской был образован музей, где сохранилась рабочая атмосфера художника, его инструменты, личные вещи и его работы.
В 1992 году улице было присвоено нынешнее название — улица Якоба Николадзе. На улице, угол с улицей Л. Шарашидзе, установлен бюст Якоба Николадзе (скульптор Тенгиз Гвиниашвили, архитектор К. Нахуцришвили).

## Достопримечательности
д. 5 — Дом-музей Учи Джапаридзе

## Известные жители
д. 5 — Вахтанг Пипия